# 霍季韋利
51°24′14″N 24°22′40″E / 51.40389°N 24.37778°E
霍季韋利（烏克蘭語：Хотивель），是烏克蘭的村落，位於該國西部沃倫州，由科韋利區負責管轄，始建於1508年，面積1.15平方公里，海拔高度166米，2001年人口115，人口密度每平方公里99.74人。